# Noord-Pagai

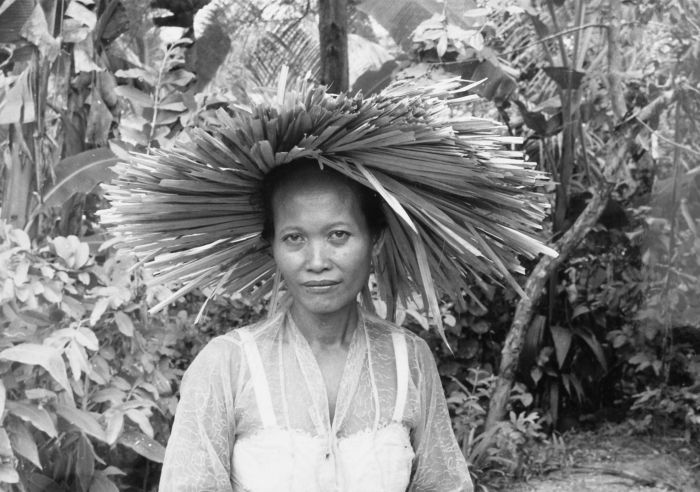
Portret van een vrouw met een voor de Mentawai-eilanden typerende hoed van palmbladeren (1966).

Noord-Pagai (Indonesisch: Pagai Utara) is een eiland van 40 km bij 27 kilometer net ten westen van Sumatra, Indonesië. Het eiland maakt deel uit van de Mentawai-eilanden en is onderdeel van de provincie West-Sumatra.
Het eiland werd zwaar getroffen tijdens de tsunami in oktober 2010.